# Ідеологія СС
Ідеологія Schutzstaffel («Охоронний ескадрон»; СС), воєнізованої сили та інструменту терору нацистської партії в нацистській Німеччині, підкреслювала расистське бачення «расової чистоти», головним чином засноване на антисемітизмі та лояльності до Адольфа Гітлера та Нацистської Німеччини.
Есесівцям насаджували віру в те, що вони належать до «раси панів». Ідеологія СС навіть більше, ніж нацизм загалом, була побудована на вірі у вищу «арійську расу». Це призвело до того, що СС відіграє головну роль у політичному насильстві та злочинах проти людяності, включаючи Голокост і «вбивство з милосердя» людей із вродженими хворобами. Після поразки нацистської Німеччини у Другій світовій війні, СС і нацистська партія були визнані злочинними організаціями на Нюрнберзькому процесі.

## Ідеологічні основи
Ідеологія СС базувалася на нацистській ідеології та в основному відповідала їй. У його центрі була віра у вищу «нордичну расу» та «неповноцінність» інших рас. Сам СС мав чотири основні міфології, вбудовані в їх інтелектуальну будівлю,і це були - кров (Blut), ґрунт (Boden), предки (Ahnen) і родина (Sippe). Для СС їхнє сприйняття німецької етнічної приналежності ґрунтувалося на теоріях Ганса Ґюнтера про нордичну расу, члени якої, як стверджувалося, мали особливо бажані психічні та фізичні характеристики. Вони були прив’язані до природного середовища, звідки вони походять, клімату, який наповнив їх особливими культурними особливостями на додачу до певної «твердості» та «боєздатності». Оскільки ці німецькі предки «розповсюдилися по багатьох країнах» протягом століть, бачення Гіммлера полягало в тому, щоб завоювати території, які раніше їм належали, щоб знову об’єднати цю пангерманську спільноту. Повторне придбання цих територій розглядалося СС як його місія, що виходить за межі традиційного національно-державного імперіалізму, щоб перетворити ці регіони на сільськогосподарські громади та створити органічну утопію, «тісно згуртовану спільноту, пов’язану кров’ю та землею».
Ця расово орієнтована спільнота, заснована на ідеології СС «Кров і земля», була пов’язана з «ідеалізацією» їхніх предків, роблячи їхній світогляд так само «історично орієнтованим і ретроспективним». Стародавні германські народи сформували прототипи для підтримки соціальної згуртованості під ексклюзивною расовою егідою, оскільки вони були на відміну від своїх сучасних нащадків, які зазнали «расового змішування». У цьому «спадковість предків» (Ahnenerbe) приписувалася цим попередникам, які, як вважалося, мали «надісторичне джерело мудрості»; вони також були міфологізовані через свою військову доблесть, надихаючи СС і взірцевих героїв для наслідування. Ідеологія СС далі пов’язувала цю «спадщину предків» із колективістським уявленням про расову спорідненість, яку членів СС вчили захищати, будучи членами «Ордену раси» (Sippenorden).
З цією метою СС служила центральною установою для ширшого поширення нацистської ідеології та її реалізації. Представляючи ідеологічних опонентів режиму в одній формі або моді, історик Джордж К. Браудер визначив список ворогів нацистської держави таким чином: ворожі держави, змішане покоління, євреї, католицизм, масонство, комунізм, республіка (спрямована ворожість, ліберальна республіканська конституція та форма правління), гомосексуалізм, моральний розпад, капіталісти та «стара гвардія» (ненависть і страх перед традиційно потужними впливами та інститутами старого суспільства як несправедливі, гальмівні впливи в німецькому суспільстві). Ці групи стали центром уваги СС — основного інструменту влади в нацистській тоталітарній державі — оскільки вони прагнули керувати і впливати на ідеологію та етику в Рейху.

## Навчання
Сувора програма навчання була зосереджена на фундаментальних ідеологічних принципах Нацистської партії, а саме на вірі у «вищу Нордичну расу», вірності та повній покорі Адольфу Гітлеру та ненависті до тих, кого вважали «неповноцінними людьми», з великим акцентом на антисемітизм. Студенти вивчали найбільш антисемітські фрагменти Mein Kampf («Моя боротьба»), автобіографічного маніфесту Гітлера та «Протоколів сіонських мудреців», шахрайського антисемітського документа, вперше опублікованого в Росії в 1903 році, який мав на меті описати єврейський план глобального панування. Просвітницькі керівники СС також відповідали за загальну антирелігійну підготовку, яка була частиною спроби нацистів «перевернути буржуазно-християнську систему цінностей». Освітня підготовка була чітко пов’язана з «расовим відбором», наприкінці якого стояло «відсівання» та селекційне розведення людей»; цей аспект збігався з майбутніми зусиллями нацистів онімечити Європу та становив частину політики расово-імперіалістичного завоювання на Сході.
Після захоплення нацистами влади в 1933 році членство в СС значно зросло, що спричинило посилення ідеологічного навчання. <i id="mwhw">SS-Schulungsamt</i> взяв на себе завдання керувати освітніми справами СС під керівництвом Карла Моца. СС видало ще два журнали для ідеологічної пропаганди: щомісячний FM-Zeitschrift, який фінансували 350 000 фінансових патронів СС, які не були членами СС, і тижневик Das Schwarze Korps, другий за величиною тижневик у нацистській Німеччині. У рамках зусиль з підвищення кваліфікації своїх офіцерів СС заснувала Школу лідерства в 1934 році в баварському місті Бад-Тельц; друга школа була заснована в Брауншвейгу — вони стали відомі як школи SS-Junker.

## Расова політика

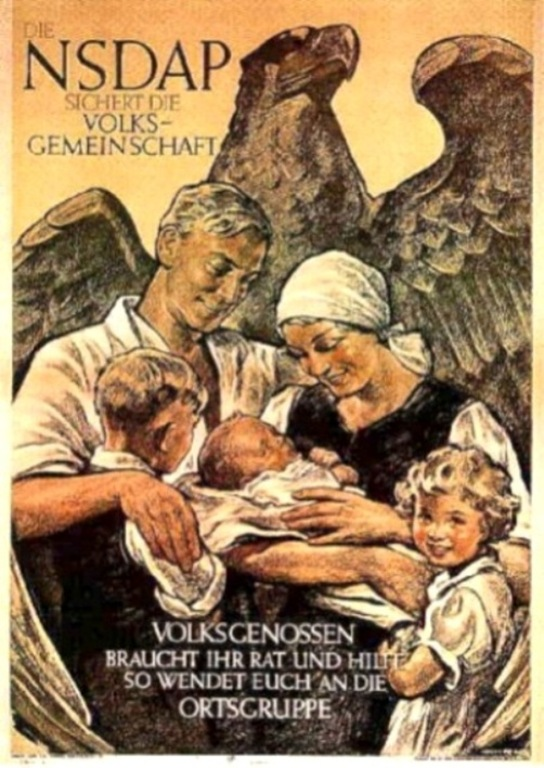
Нацистський пропагандистський плакат, що наголошує на ідеальній німецькій родині

Відповідно до євгенічної та расової політики Третього рейху, Гіммлер виступав за расову елітарність для своїх членів СС. Расові критерії, такі як доведення чистого «арійського» походження до 1750 або 1800 років, становили частину перевірки для вступу до СС. Протягом усього існування СС, його членів регулярно заохочували до розмноження, щоб підтримувати та збільшувати «арійсько-нордичний родовід»; члени СС разом зі своїми дружинами та дітьми мали стати винятковою расовою спільнотою (Sippengemeinschaft) у нацистській державі. Подібним чином Гіммлер заявив, 8 листопада 1937 року, на зустрічі групенфюрера в Мюнхені в офіцерській резиденції:
СС — це націонал-соціалістичний орден солдатів нордичної раси та спільноти їхніх кланів, пов’язаних разом присягою ... те, що ми хочемо для Німеччини, — це правлячий клас, якому судилося проіснувати століттями та продукт багаторазового відбору, нова аристократія безперервно оновлюється від найкращих синів і дочок нашої нації, знаті, яка ніколи не старіє, тягнеться в далекі епохи у своїх традиціях, де вони є цінними, і представляє вічну молодість для нашої нації.
Так само Гіммлер провів аналогію між нордичною расою та більшовизмом і стверджував під час промови, що перемога більшовизму означала б винищення нордичної раси. Він також вважав, що як тільки СС вдасться стати расово чистою організацією, інші німці природним чином приєднаються до СС. Відповідно, есесівцям насаджували антислов’янські переконання.

## Ставлення до релігії
За словами біографа Гіммлера Пітера Лонгеріха, Гіммлер бачив головне завдання СС у тому, щоб «діяти як авангард у подоланні християнства та відновленні німецького способу життя» в рамках підготовки до майбутнього конфлікту між «людьми та недолюдьми». Лонґеріх пише, що, хоча нацистський рух загалом виступив проти євреїв і комуністів, «пов’язуючи дехристиянізацію з регерманізацією, Гіммлер забезпечив СС власну ціль і мету». Гіммлер категорично виступав проти християнської сексуальної моралі та «принципу християнського милосердя», обидва з яких він вважав небезпечною перешкодою для його запланованої битви з «недолюдьми». У 1937 році він сказав, що цей рух був епохою «останнього конфлікту з християнством» і що «це частина місії СС — дати німецькому народу в наступні півстоліття нехристиянські ідеологічні основи, на яких вести та формувати своє життя».
СС розробив антиклерикальний план. Капеланів, наприклад, не допускали до її частин (хоча їх допускали до регулярної армії ). Відділ Sicherheitsdienst (Служба безпеки; SD) СС і Гестапо під керівництвом Рейнхарда Гейдріха використовувалися для виявлення та допомоги іншим нацистським організаціям у придушенні католицького впливу в пресі, молодіжних клубах, школах, виданнях, а також у перешкоджанні паломництв і релігійних процесій.
Гіммлер використовував єзуїтів як зразок для СС, оскільки він виявив, що вони мали основні елементи абсолютної слухняності та культу організації. Кажуть, що Гітлер називав Гіммлера «мій Ігнатій Лойола». Як орден, СС потребувала цілісної доктрини, яка б виділяла його. Гіммлер спробував сконструювати таку ідеологію та вивів з історії «псевдогерманську традицію». Гіммлер відкидав образ Христа, як єврея, та відкидав основну доктрину християнства та його інститути. Починаючи з 1934 року, СС проводили «церемонії сонцестояння» (Sonnenwendfeiern), щоб підвищити командний дух у своїх рядах. У меморандумі 1936 року Гіммлер склав список затверджених свят на основі язичницьких і політичних прецедентів, які мали на меті відучити членів СС від їхньої залежності від християнських свят. У спробі замінити християнство та наповнити СС новою доктриною, есесівці змогли вибрати спеціальні Lebenslauffeste, замінивши звичайні християнські церемонії, такі як хрещення, весілля та поховання. Оскільки церемонії проходили у вузьких приватних колах, невідомо скільки есесівців обрали подібні свята.

## Культура насильства

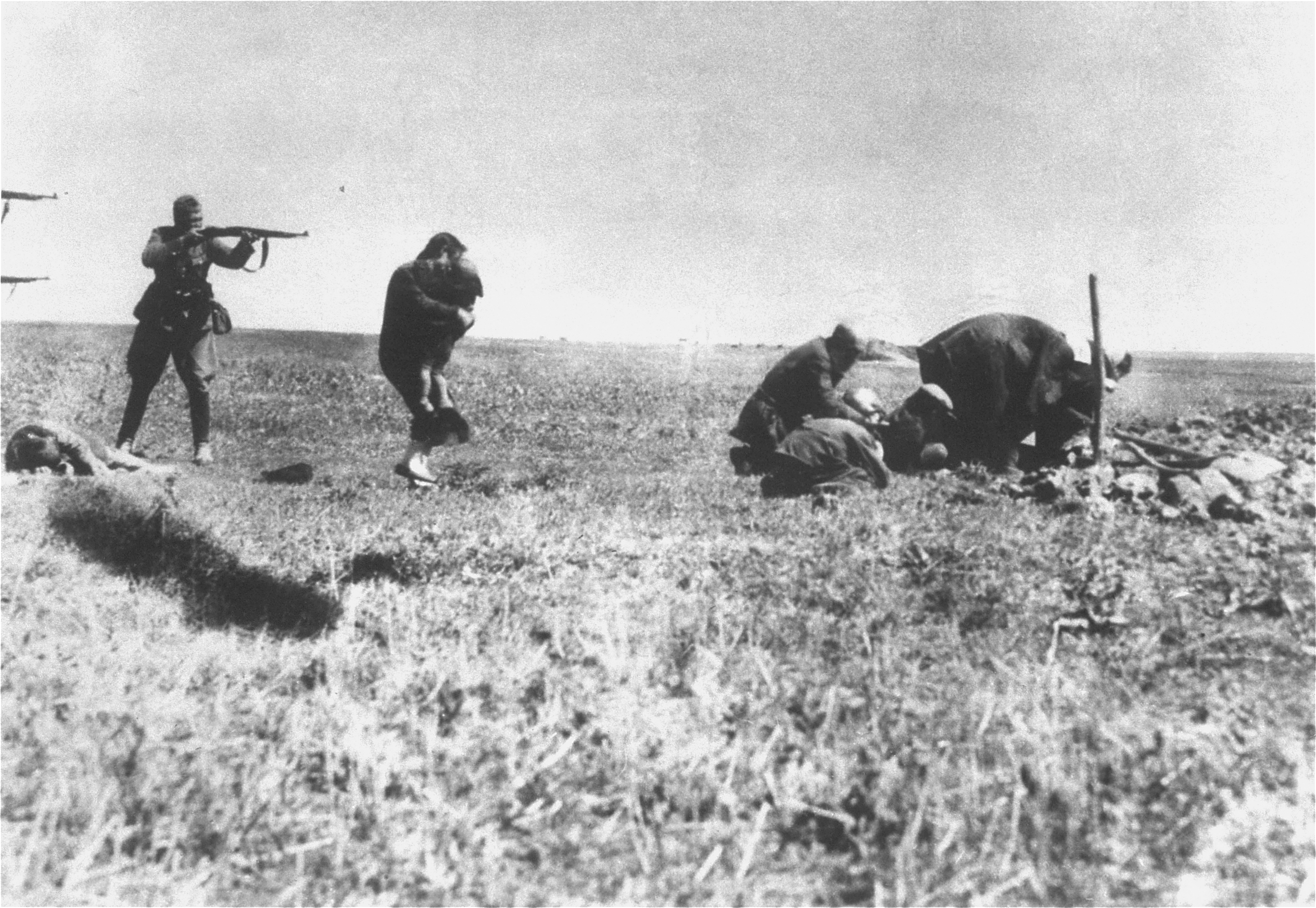
Страти євреїв очолюваними СС мобільними загонами вбивств (Einsatzgruppen) поблизу Івангорода, Україна.

СС було побудовано на культурі насильства, яка виявилася в крайній формі в масових вбивствах мирних жителів і полонених на Східному фронті . Влітку 1941 року, під час операції «Барбаросса», учасники ідеологічної підготовки у школі СС у Фюрстенберзі були направлені до сумнозвісних айнзатцгруп, де командири підрозділів буквально змагалися за вжиття найжорстокіших і рішучих заходів проти людей, яких вважали «ворогами» Рейху. Багато з цих офіцерів, незалежно від того, чи пройшли вони навчання в школах СС у Фюрстенберзі, Берліні-Шарлоттенбурзі чи в інших місцях, обіймали пости айнзацгруп у Литві, Польщі, Україні та Радянському Союзі, а також інші офіси поліції безпеки та гестапо по всій території окупованої Європи, де чинили звірства та масові вбивства. Навчання в школах СС сприяло необхідному стану розуму (Haltung), який раціоналізував насильство — підкріплене стереотипами та упередженнями — яке було «посилене попередніми ідеологічними маніпуляціями».
Історик Ганс Бухгайм писав, що менталітет та ідеальні цінності есесівців мали бути «жорсткими», без таких емоцій, як любов чи доброта; ненависть до «неповноцінних» і зневага до всіх, хто не був у СС; бездумна слухняність; «товариство» з товаришами по СС; і інтенсивний мілітаризм, який розглядав СС як частину «еліти», що бореться за кращу Німеччину. Головним «ворогом» СС, представленого як сила безкомпромісного, цілковитого зла і розпусти, було «світове єврейство». Членів СС заохочували до боротьби проти «єврейсько-більшовицької революції недолюдей».
Цінність СС, «боротьба заради самої боротьби», походить від цінностей німецьких солдатів на передовій Першої світової війни та післявоєнного Фрайкорпусу, що, у свою чергу, спонукало членів СС розглядати насильство як найвищу цінність, і звичайна мораль як перешкода для досягнення перемоги. Менталітет СС сприяв насильству та «твердості». Ідеальний есесівець мав бути у стані постійної готовності. Як іронізує історик Ганс Бухгайм, «есесівець мав вічно перебувати на службі». Для членів СС їхній менталітет був таким, що для них не було нічого неможливого, яким би важким чи жорстоким воно не було, включаючи «вбивство мільйонів». Есесівці, які намагалися жити за цим принципом насильства, мали надзвичайно високий рівень самогубств. «Солдатські» цінності СС були специфічними для німецької концепції «політичного солдата» після Першої світової війни, якому навчили бути «бійцем», який присвятить своє життя боротьбі за націю.

## Ідеологія геноциду

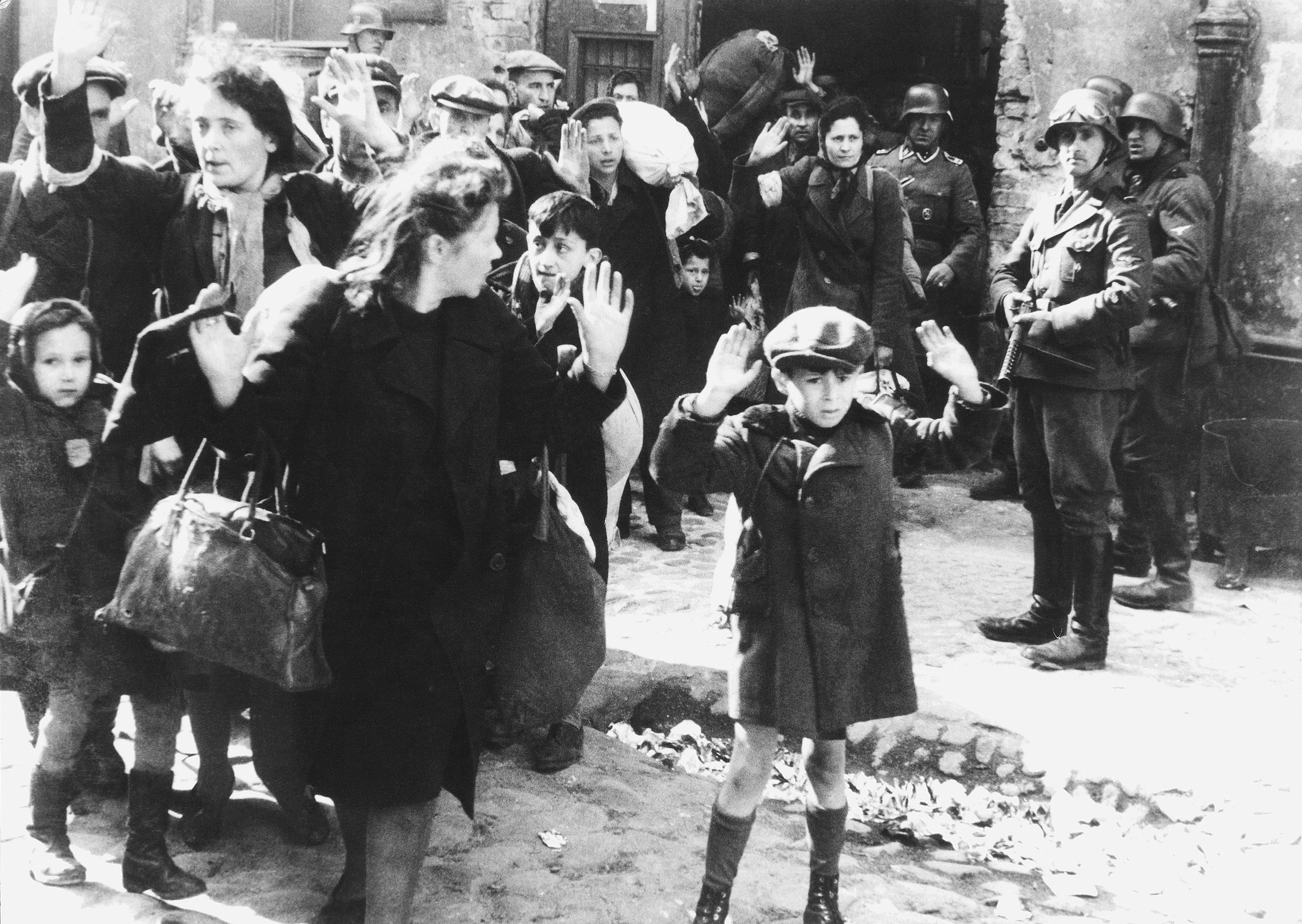
Фото зі звіту Юргена Штроопа Генріху Гіммлеру за травень 1943 року про ліквідацію Варшавського гетто.

Як зазначає історик Клаудія Кунц, «церебральний расизм СС забезпечив психічну броню для масових убивць». Коли Гіммлер відвідав Мінськ і став свідком масового вбивства 100 людей, він виступив із промовою перед катами, наголосивши на необхідності ставити накази вище совісті, сказавши, що «солдати ... повинен був беззастережно виконувати кожен наказ». Згідно з істориком Джорджем Стайном, беззаперечна слухняність і «покора владі» з боку СС були одним з ідеологічних «каменів фундаменту» для боротьби з ворогами партії. Коли Ваффен-СС брав участь у вторгненнях до країн Східної Європи та Радянського Союзу, вони писали про свою «велику заслугу у порятунку західної цивілізації від захоплення азійським комунізмом».
Одна брошура про вербування Ваффен-СС повідомляла потенційним членам, що відповідь на заклик означає бути «особливо прив’язаним до націонал-соціалістичної ідеології», доктрини, яка передбачала як ідеологічну боротьбу, так і расову боротьбу проти недолюдей (Untermenschen), що супроводжується безпрецедентною жорстокістю війни. Участь у «відлякувальному завданні» психологічної причетності до вбивств була свого роду обрядом ініціації та показувала, наскільки «внутрішніми» були нацистські переконання для членів СС. Це також було частиною риторики легітимації, яка надала сенс їхнім актам винищення та привчила СС до ідеології геноциду.
Спеціальні загони смерті СС, відомі як Einsatzgruppen, використовувалися для широкомасштабного знищення та геноциду євреїв, ромів і комуністів. 17 червня 1941 року Гейдріх поінформував керівників айнзацгруп і підпорядкованих їм підрозділів про загальну політику вбивства євреїв на радянських землях. Член SD Вальтер Блюме пізніше засвідчив, що Гейдріх назвав східних євреїв «резервуаром інтелектуалів для більшовизму» і сказав, що «державне керівництво дотримувалося думки, що [їх] необхідно знищити».

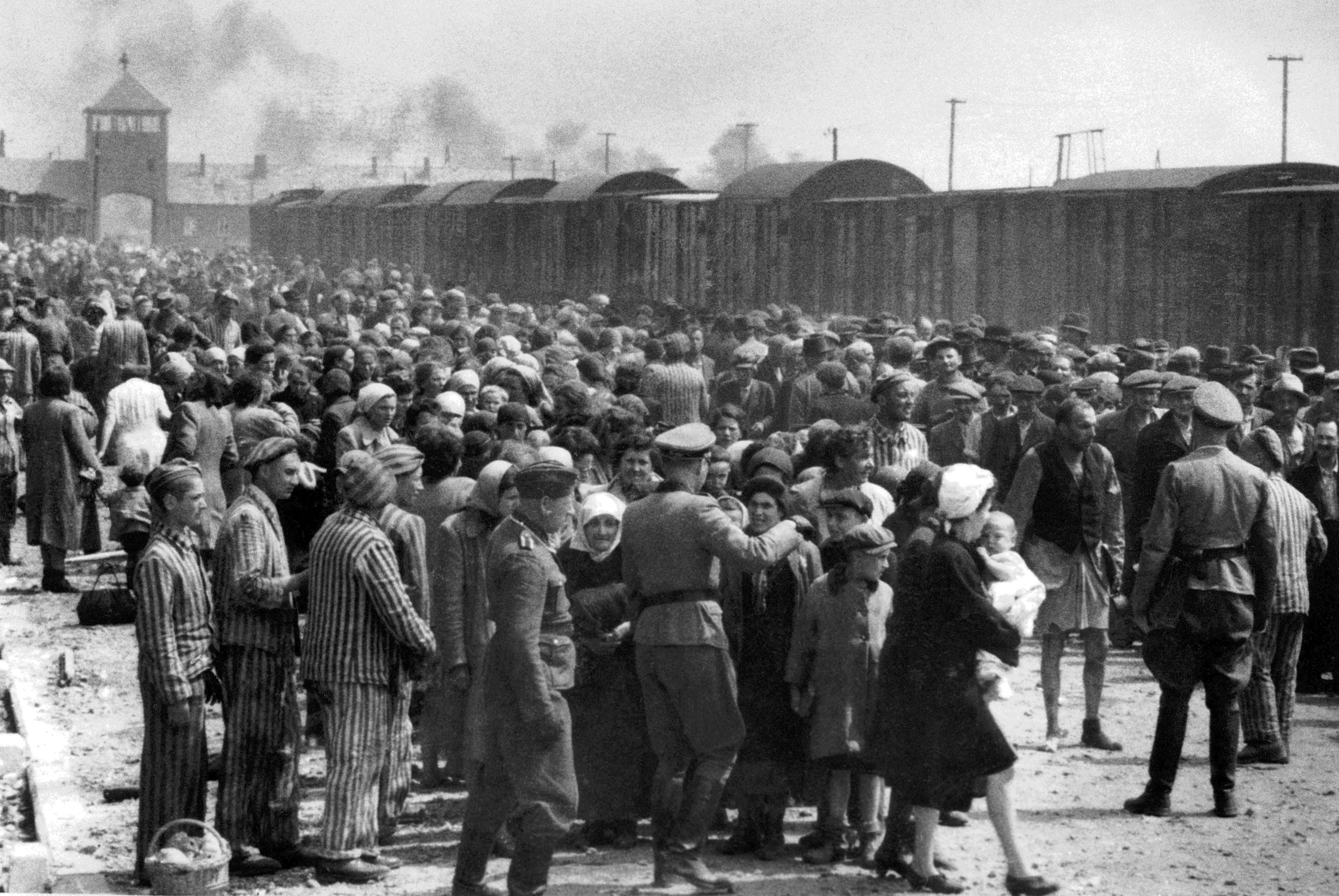
Офіцер СС відбирає євреїв для знищення в газових камерах концтабору Аушвіц

Айнзатцгрупи СС були доповнені спеціально створеною поліцією порядку (набраною з Німеччини та/або місцевого населення), яка була навчена СС також брати участь у масових вбивствах. Перетворення членів поліцейських органів Німеччини на «знаряддя геноциду» було поєднанням «войовничого ставлення» та «нацистської расової ідеології», за словами історика Едварда Б. Вестермана. З цією метою Гіммлер і Курт Далюге створили організаційну культуру в усьому комплексі СС і поліції, яка втілювала мілітаризацію, слухняність і охоплювала особливий світогляд, актуалізуючи в процесі найскрайніші націонал-соціалістичні ідеали. Серед цих концепцій було поняття СС і поліції як політичних вояків із вищим покликанням проти більшовизму та євреїв.
Один із учасників «Поліції порядку» на ім’я Курт Мебіус свідчив під час післявоєнного судового процесу, що він вірив пропаганді СС про євреїв як «злочинців і недолюдей», які спричинили «занепад Німеччини після Першої світової війни». Далі він заявив, що ухилятися від «наказу брати участь у знищенні євреїв» йому навіть на думку не спадало. Один офіцер СС, Карл Кречмер, «вважав себе представником культурного народу, який бореться з примітивним, варварським ворогом», і написав своїй родині про необхідність позбутися від масових убивств. Берлі та Віпперманн пишуть: «Члени СС керували, катували та вбивали людей із холодною, сталевою точністю та без моральних сумнівів».

## Подальше читання
- Allen, Michael Thad (2002). The Business of Genocide: The SS, Slave Labor, and the Concentration Camps. London and Chapel Hill: The University of North Carolina Press. ISBN 978-0-80782-677-5.
- Bessel, Richard (2006). Nazism and War. New York: Modern Library. ISBN 978-0-81297-557-4.
- Bloxham, Donald (2009). The Final Solution: A Genocide. New York: Oxford University Press. ISBN 978-0-19955-034-0.
- Breitman, Richard (1991b). The Architect of Genocide: Himmler and the Final Solution. New York: Alfred A. Knopf. ISBN 978-0-39456-841-6.
- Diner, Dan (2006). Beyond the Conceivable: Studies on Germany, Nazism, and the Holocaust. Los Angeles and Berkeley: University of California Press. ISBN 978-0-52021-345-6.
- Ehrenreich, Eric (2007). The Nazi Ancestral Proof: Genealogy, Racial Science, and the Final Solution. Bloomington: Indiana University Press. ISBN 978-0-25334-945-3.
- Friedlander, Henry (1997). The Origins of Nazi Genocide: From Euthanasia to the Final Solution. Chapel Hill: University of North Carolina Press. ISBN 978-0-8078-4675-9.
- Friedländer, Saul (2009). Nazi Germany and the Jews, 1933–1945. New York: Harper Perennial. ISBN 978-0-06135-027-6.
- Hale, Christopher (2011). Hitler's Foreign Executioners: Europe's Dirty Secret. Stroud, Gloucestershire: The History Press. ISBN 978-0-75245-974-5.
- Hilberg, Raul (1992). Perpetrators, Victims, Bystanders: The Jewish Catastrophe, 1933–1945. New York: Harper Collins. ISBN 0-8419-0910-5.
- Hutton, Christopher (2005). Race and the Third Reich: Linguistics, Racial Anthropology and Genetics in the Dialectic of Volk. Cambridge and New York: Cambridge University Press. ISBN 978-0-74563-177-6.
- Kershaw, Ian (2000). Hitler: 1889-1936, Hubris. New York: W. W. Norton & Company. ISBN 978-0-39332-035-0.
- Kershaw, Ian (2001). Hitler: 1936-1945, Nemesis. New York: W. W. Norton & Company. ISBN 978-0-39332-252-1.
- Kogon, Eugen (2006). The Theory and Practice of Hell: The German Concentration Camps and the System behind Them. New York: Farrar, Straus and Giroux. ISBN 978-0-37452-992-5.
- Mazower, Mark (2008). Hitler's Empire: How the Nazis Ruled Europe. New York; Toronto: Penguin. ISBN 978-1-59420-188-2.
- Müller, Rolf-Dieter (2012). The Unknown Eastern Front: The Wehrmacht and Hitler's Foreign Soldiers. New York: I.B. Taurus. ISBN 978-1-78076-072-8.
- Rabinbach, ред. (2013). The Third Reich Sourcebook. Berkeley and Los Angeles: University of California Press. ISBN 978-0-52020-867-4.
- Rempel, Gerhard (1989). Hitler's Children: The Hitler Youth and the SS. Chapel Hill, NC: University of North Carolina Press. ISBN 978-0-8078-4299-7.
- Schafft, Gretchen E (2004). From Racism to Genocide: Anthropology in the Third Reich. Urbana and Chicago: University of Illinois Press. ISBN 978-0-25207-453-0.
- Sereny, Gitta (1974). Into That Darkness: From Mercy Killings to Mass Murder. New York: Vintage. ISBN 0-394-71035-5.
- Sofsky, Wolfgang (1997). The Order of Terror: The Concentration Camp. Princeton, NJ: Princeton University Press. ISBN 978-0-69100-685-7.
- Sydnor, Charles (1977). Soldiers of Destruction: The SS Death's Head Division, 1933–1945. Princeton, NJ: Princeton University Press. ASIN B001Y18PZ6.
- United States Holocaust Memorial Museum (2007). Nazi Ideology and the Holocaust. Washington DC: U.S. Holocaust Memorial Museum. ISBN 978-0-89604-712-9.
- Weikart, Richard (2006). From Darwin to Hitler: Evolutionary Ethics, Eugenics, and Racism in Germany. New York: Palgrave Macmillan. ISBN 978-1-40396-502-8.